# Azra (distrikt)
Azra är ett distrikt i Afghanistan. Det ligger i provinsen Logar, i den östra delen av landet, 60 kilometer sydost om huvudstaden Kabul.
Distriktet beräknades år 2022 ha cirka 24 000 invånare.